# Dawid Bieńkowski

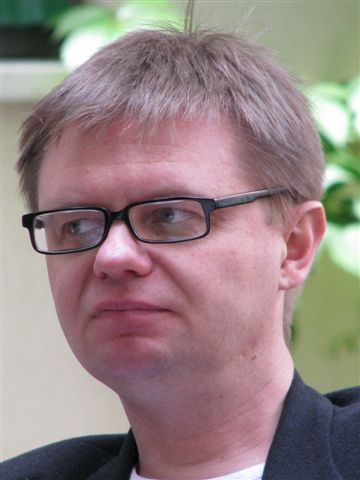
Dawid Bieńkowski (2008)

Dawid Bieńkowski (* 5. Mai 1963 in Warschau) ist ein polnischer Prosaschriftsteller. Er ist der Sohn des Lyrikers und Literaturkritikers Zbigniew Bieńkowski und der Lyrikerin Małgorzata Hillar.

## Leben
Bieńkowski besuchte das Gymnasium in Warschau und legte dort 1982 das Abitur ab. Anschließend studierte er Psychologie an der Universität Warschau, wo er 1988 den Magister erwarb. Nach seinem Studium arbeitete er als Psychotherapeut. Als Schriftsteller debütierte er 2001 mit dem Roman Jest, für den er 2003 mit dem Kościelski-Preis ausgezeichnet wurde.
Er wohnt in Warschau.

## Publikationen
- Jest, 2001
- Nic, 2005
- Biało-czerwony, 2007

## Auszeichnungen
- 2003: Kościelski-Preis